# Milpitas
Milpitas je město ve Spojených státech amerických. Nachází se v okrese Santa Clara County ve státě Kalifornie. Ve městě žije přibližně 80 tisíc obyvatel a jeho rozloha činí 35,3 km². Město bylo založeno roku 1852. Je 108. nejlidnatějším městem v Kalifornii a 445. nejlidnatějším městem v USA. Nachází se v Silicon Valley v širší oblasti San Francisco Bay Area na východním pobřeží Sanfranciského zálivu.
Na jihu město sousedí s městem San José a na severu s městem Fremont. Své sídlo zde mají společnosti NexGen, Atari Games, Chips and Technologies, Lexar, Tengen, SanDisk, ABBYY a Maxtor.

## Doprava
Městem procházejí silnice Tasman Drive, East Tasman Drive a California State Route 237.

## Rodáci
- Kanak Jha (* 2000) – americký stolní tenista

## Partnerská města
- Cukuba, Japonsko